# Rie fu
Rie Funakoshi, (舩越 里恵?, Funakoshi Rie), nota come Rie fu (リエ フゥ?, Rie Fū) o Rié (Tokyo, 11 gennaio 1985), è una cantante giapponese.

## Discografia
- 2005 - Rie fu
- 2006 - Rose Album
- 2007 - Tobira Album
- 2009 - Urban Romantic
- 2010 - at Rie Sessions
- 2011 - I Can Do Better
- 2012 - Bigger Picture
- 2013 - Rie fu Sings The Carpenters
- 2014 - I
- 2016 - O
- 2017 - Portraits